# جيمس بارنت فراي
جيمس بارنت فراي (بالإنجليزية: James Barnet Fry)‏ هو ضابط ومؤرخ أمريكي، ولد في 22 فبراير 1827 في كارولتون في الولايات المتحدة، وتوفي في 11 يوليو 1894 في نيوبورت في الولايات المتحدة.